# Олимпийский комитет Хорватии
Олимпийский комитет Хорватии (хорв. Hrvatski olimpijski odbor) — организация, представляющая Хорватию в международном олимпийском движении. Основан в 1991 году; зарегистрирован в МОК в 1993 году.
Штаб-квартира расположена в Загребе. Является членом МОК, ЕОК и других международных спортивных организаций. Осуществляет деятельность по развитию спорта в Хорватии.